# Fishta
Fishta (albanisch auch Fishtë) ist ein Dorf im Norden der Gemeinde Lezha in Nordalbanien. Der Ort liegt am östlichen Rand der Zadrima-Ebene. Die Einwohnerzahl wird mit etwa 200 angegeben.
Bis 2015 gehörte Fishta zur Gemeinde Blinisht, einem Dorf rund drei Kilometer weiter westlich. Die Gemeinde (komuna) wurde damals mit den anderen Gemeinden des Kreises Lezha zusammengelegt wurde.

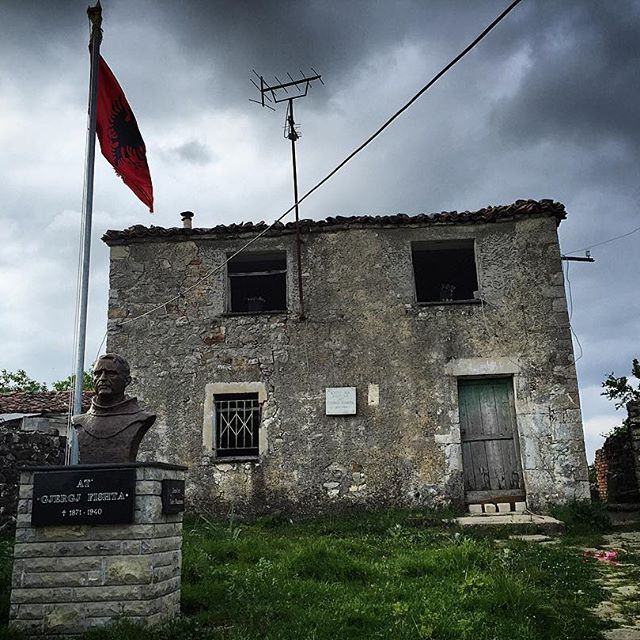
Geburtshaus von Gjergj Fishta

In Fishta wurde 1871 der Franziskaner Gjergj Fishta geboren, der wohl bedeutendste Poet Nordalbaniens. Sein Geburtshaus am Südrand des verstreuten Dorfes ist heute ein Kulturdenkmal.
Im Gegensatz zu den Nachbardörfern Blinisht im Westen und Troshan im Süden erwähnen die Verzeichnisse aus dem 19. und frühen 20. Jahrhundert weder das Dorf noch eine Kirche. Heute steht etwas südwestlich des Dorfzentrums neben der Grundschule ein Kirchenneubau.
Im Südosten des Dorfes befinden sich zwei kleine Stauseen zur Bewässerung. Im Osten steigen die nördlichen Ausläufer des Skanderbeggebirges bis auf 624 m ü. A. an.
Während des kommunistischen Regimes befand sich in Fishta ein Gefängnis. Im Dorf wurden zudem Regimegegner interniert, darunter Familienangehörige von politischen Gefangenen und Republikflüchtigen. Dazu gehörte von 1982 bis 1986 auch Liri Lubonja, die die Lebensbedingungen in Fishta in ihren Erinnerungen „Abseits unter Menschen“ ausführlich beschreibt. Einige erhaltene Gebäude des ehemaligen Lagers nutzt heute das prominente Agroturismo-Restaurant Mrrizi i Zanave („Feenruhe“).
Eine Asphaltstraße verbindet das Dorf über Blinisht mit der Schnellstraße Lezha–Shkodra (SH1). Eine weitere asphaltierte Straße führt von Vau-Deja durch die Dörfer der östlichen Zadrima nach Lezha. Beim Dorf Baqël etwas westlich von Fishta befindet sich eine Haltestelle der Albanischen Eisenbahn.